# 魔劍俠情
《魔劍俠情》1981年邵氏出品，楚原導演，狄龍、爾冬陞、傅聲、谷峰、井莉主演，是1977年電影《多情劍客無情劍》的續集，根據古龍1970年的武俠小說《多情劍客無情劍》的後半部金錢幫事件改編成的電影。導演楚原的第一百部作品。

## 演員表
| 演員   | 角色                             |
| ------ | -------------------------------- |
| 狄龍   | 李尋歡（小李飛刀）兵器谱上第三   |
| 爾冬陞 | 阿飛                             |
| 傅聲   | 荊無命                           |
| 谷峰   | 上官金虹（子母龍鳳環）兵器譜第二 |
| 井莉   | 林詩音                           |
| 楚湘雲 | 林仙兒                           |
| 岳華   | 郭嵩陽（嵩陽鐵劍）兵器譜第四     |
| 羅烈   | 胡不歸                           |
| 顧冠忠 | 上官飛                           |
| 惠英紅 | 孫小紅                           |
| 劉永   | 呂鳳先（銀戟溫侯）兵器譜第五     |
| 井淼   | 天機老人 (天機棒) 兵器譜之首     |
| 元華   | 西門柔（青面金槍）兵器譜第八     |
| 元彬   | 諸葛剛（單腳鐵拐）岳器譜第九     |
| 潘冰嫦 | 林仙兒的侍女                     |

## 幕後花絮
- 本片在台灣上映時的票房為兩千六百多萬台幣[2]。

## 外部連結
- 豆瓣电影上《魔劍俠情》的資料 （简体中文）
- 时光网上《魔劍俠情》的資料（简体中文）
- 香港影庫上《魔劍俠情》的資料（繁體中文）
- 互联网电影数据库（IMDb）上《魔劍俠情》的资料（英文）